# Life After Death (альбом Natas)
Life After Death — дебютный студийный альбом хип-хоп группы Natas, выпущенный в 1992 году.

## Об альбоме
После выхода альбома, Natas и лейбл Reel Life Productions стали предметом многочисленных споров, после случая, когда 17-летний поклонник покончил с собой во время курения каннабиса и игры в русскую рулетку, слушая Life After Death.
Рецензент Allmusic Джейсон Берчмейер поставил альбому 1,5 балла из пяти. По его мнению, участники трио, сосредоточившись на трёх темах: «насилия, секса и смерти», — старались быть настолько экстремальными и безумными, насколько это возможно, тем самым вызвав сенсацию, однако эти попытки выглядят слишком надуманными, а тексты вместо того, чтобы шокировать, остаются «банальной сатирой».

## Список композиций
1. Life After Death
2. Did It Like That
3. Dance
4. Toss-up
5. Bitch Stop Lyin’
6. Bad Guys Never Lose
7. 1 Time 4 Yo Mind
8. Get My Head Together
9. Hellraiser
10. Bitches On My Mind
11. Mysterious Ways
12. Rock It Deadly
13. Who Am I
14. Spent My Last On A Hoe
15. Bitch You Can’t Have Me
16. Home Of The Brave
17. Dirty Mind
18. I Ain’t Got Shit 2 Lose
19. In The Name Of RLP
20. Dancin’ On Ya Grave